# Carangoides coeruleopinnatus
Carangoides coeruleopinnatus es una especie de peces de la familia Carangidae en el orden de los Perciformes.

## Morfología
Los machos pueden llegar alcanzar los 40 cm de longitud total.

## Distribución geográfica
Se encuentra desde las  costas del África Oriental hasta Samoa, Tonga, Japón, Australia y Nueva Caledonia.